# Kanton La Hague
Der Kanton La Hague ist seit 2015 ein französischer Wahlkreis im Arrondissement Cherbourg, im Département Manche und in der Region Normandie; sein Hauptort ist Cherbourg-en-Cotentin.

## Gemeinden
Der Kanton besteht aus zwei Gemeinden und Gemeindeteilen mit insgesamt 16.400 Einwohnern (Stand: 1. Januar 2022) auf einer Gesamtfläche von 154,52 km²:
| Gemeinde              | Einwohner 1. Januar 2022 | Fläche km² | Dichte Einw./km² | Code INSEE | Postleitzahl                             |
| --------------------- | ------------------------ | ---------- | ---------------- | ---------- | ---------------------------------------- |
| Cherbourg-en-Cotentin | 4.956                    | 5,84       | 849              | 50129      | 50100, 50110, 50120, 50130, 50460, 50470 |
| La Hague              | 11.444                   | 148,68     | 77               | 50041      | 50440, 50460, 50680                      |
| Kanton La Hague       | 16.400                   | 154,52     | 106              | 5014       | –                                        |

1. ↑   Nur die ehemalige Gemeinde Querqueville, der Rest verteilt sich auf die Kantone Cherbourg-Octeville-1, Cherbourg-Octeville-2, Cherbourg-Octeville-3, Équeurdreville-Hainneville und Tourlaville.

## Veränderungen im Gemeindebestand seit der landesweiten Neuordnung der Kantone
2017: Fusion Acqueville, Auderville, Beaumont-Hague, Biville, Branville-Hague, Digulleville, Éculleville, Flottemanville-Hague, Gréville-Hague, Herqueville, Jobourg, Omonville-la-Petite, Omonville-la-Rogue, Sainte-Croix-Hague, Tonneville, Urville-Nacqueville, Vasteville und Vauville → La Hague
2016: Fusion Cherbourg-Octeville (Kanton Cherbourg-Octeville-1,2,3), Équeurdreville-Hainneville (Kanton Équeurdreville-Hainneville), La Glacerie (Kanton Cherbourg-Octeville-2), Querqueville und Tourlaville (Kanton Tourlaville) → Cherbourg-en-Cotentin